# Villerest
Villerest település Franciaországban, Loire megyében. Lakosainak száma 5175 fő (2022. január 1.). Villerest Riorges, Commelle-Vernay, Lentigny, Ouches, Roanne és Saint-Jean-Saint-Maurice-sur-Loire községekkel határos.

## Népesség
A település népessége az elmúlt években az alábbi módon változott:
| Lakosok száma | 1743 | 2928 | 4104 | 4392 | 4726 | 4776 | 4902 | 5030 | 5097 | 5175 |
|               | 1968 | 1982 | 1990 | 2006 | 2013 | 2015 | 2017 | 2019 | 2020 | 2022 |